# Castianeira walsinghami
Castianeira walsinghami är en spindelart som först beskrevs av O. Pickard-Cambridge 1874.  Castianeira walsinghami ingår i släktet Castianeira och familjen flinkspindlar. Inga underarter finns listade i Catalogue of Life.